# Dámský oddíl

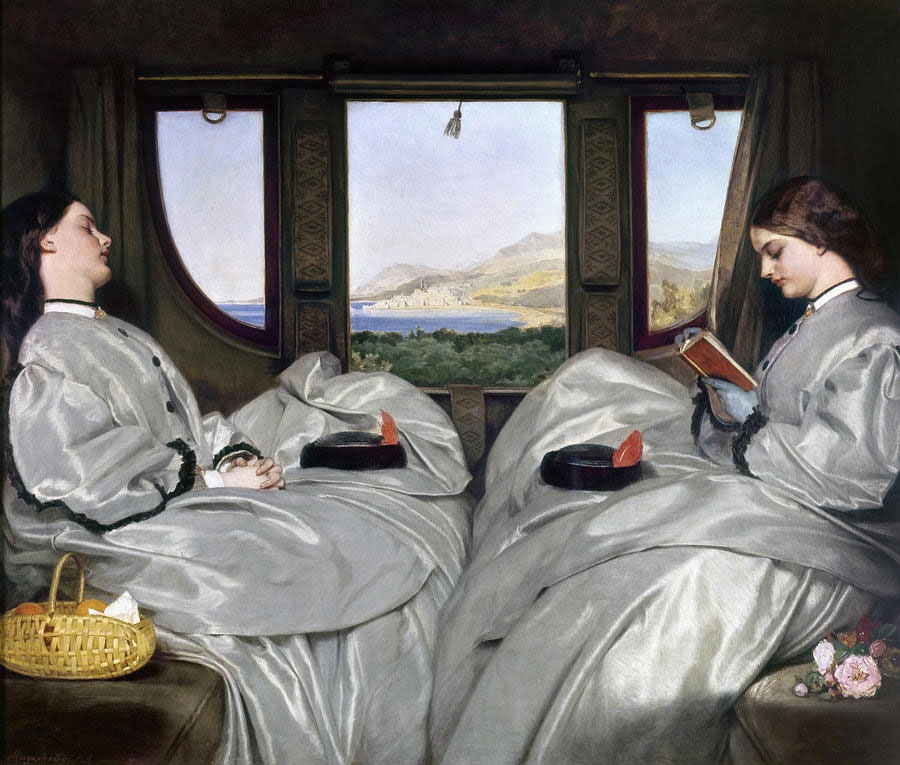
The Travelling Companions, Augustus Leopold Egg, olejomalba, 1862

Dámský oddíl je označení kupé v železničním voze, které je vyhrazeno pouze pro ženy. České dráhy v únoru 2012 zavedly tato kupé v některých vlacích jako novou službu, podle vzoru vlaků EC/IC Rakouských spolkových drah a nočních vlaků CityNightLine společnosti Deutsche Bahn Zavedení vyvolalo kromě pozitivních ohlasů i vlnu kritiky a obvinění z diskriminace lidí na základě pohlaví.

## Dámské oddíly dle Českých drah
Koordinátorkou projektu dámských oddílů ve vlacích Českých drah byla Jarmila Němečková. České dráhy prý v reakci na nové služby RegioJetu uvažovaly, co svým zákazníkům nabídnout navíc. Zvažovaly například speciální oddíly pro lidi se psy nebo multimediální koutky pro teenagery, ale nakonec volba padla na finančně nejméně náročnou variantu, dámské oddíly, nevyžadující takřka žádné náklady.
Dámské oddíly byly zavedeny údajně podle vzoru vlaků EC/IC Rakouských spolkových drah a nočních vlaků CityNightLine společnosti Deutsche Bahn. Článek v Respektu tvrdil, že kromě zmiňovaných rakouských drah v žádné jiné zemi dámské oddíly mimo noční spoje nejezdí. České dráhy uváděly jako analogii i parkovací místa pro ženy ve Švýcarsku, jejichž zřizování je prý dokonce vychází z jakési evropské vyhlášky. Vyhrazení oddílů pro ženy je ovšem známé i z dřívější praxe československých a českých železnic, kde se používalo v lůžkových vozech.
České dráhy je na svém webu uvádějí jako doplňkové služby vedle informací o přepravě zavazadel, poskytování občerstvení, přepravě cestujících s dětmi, tichých oddílech, napájecích zásuvkách nebo o nočních vlacích s lůžkovými a lehátkovými vozy. Dámské oddíly podle této prezentace patří k řadě specifických oddílů, které ČD nabízejí téměř ve všech vlacích kategorie EuroCity a Ex a byly prý stejně jako například klidové oddíly zavedeny na základě podnětů ze strany cestujících. Oddíly pro dámy jsou umístěny vždy ve vozech 2. třídy v blízkosti služebního oddílu a jsou v průběhu jízdy častěji kontrolovány vlakovým personálem. Určeny jsou „pouze ženám a dívkám, a to především těm samostatně cestujícím“. Možnost zakoupení místenky do tohoto specifického oddílu se podle webové informace ve stavu aktualizace z prosince 2016 stále teprve připravuje. Oddíl je označen piktogramem se siluetou stojící osoby v sukni a nápisem Dámský oddíl / Ladies compartment / Damenabteil. Novější verze piktogramu zobrazuje siluetu osoby neurčitého pohlaví sedící se zkříženýma nohama na sedačce. Kupé se vybavením nijak neliší od ostatních.
Speciální oddíl má ženám a dívkám poskytnout větší pocit bezpečí a dostatek informací o průběhu cesty, pomoc při řešení nenadálých situací, pomoc se zavazadly a podobně a je zřízen také proto, že „některým ženám není příjemné sedět v uzavřeném prostoru s muži“.
Rovněž Rakouské spolkové dráhy prý zavedly ženská kupé na podnět zákaznic, mluvčí ÖBB Eva Ruttensteinerová uvádí, že jsou „stále obsazená“. Důvodem přání Rakušanek prý nebyla kriminalita, ale primárně to, že je jim prostě nepříjemné zejména v nočních spojích cestovat ve společnosti mužů. Proto ÖBB zavedly ženská kupé, přes den i v noci. U ČD byly podle mluvčího Šťáhlavského důvody podobné, tedy především „posílení obecnějšího pocitu klidu mezi ženskými cestujícími“, a ženy podle něj navíc bývají při cestování méně pozorné a mohou třeba omylem přejet zastávku, takže průvodčí, kterému je ženské kupé blízko, jim tedy může snáz poradit, kde mají vystoupit, pomoci s taškami a podobně.
Tiskový mluvčí Českých drah Petr Šťáhlavský označil v únoru 2012 tuto praxi za pilotní provoz nejprve u několika desítek vlaků (asi třicítky vlaků), zejména vnitrostátních expresů a mezinárodních vlaků směřujících do Německa, Rakouska a na Slovensko, s předpokládaným postupným rozšířením na počet kolem 80 (resp. od června 2012 na 90 spojů) a uvedl, že dopravce již zaznamenal pozitivní reakce od cestujících. Podle vyjádření z téže doby se v tuto chvíli neuvažovalo o tom, že by počet míst vyhrazených pro dámy v jednom vlaku byl rozšiřován, a předčasné jsou rovněž otázky na případné rozšíření do jiných typů vlaků. V srpnu 2014 byly tyto oddíly zhruba ve stovce vlaků ČD, kde jezdí vozy s oddíly.
V některých případech mluvčí ČD Šťáhlavský v rozporu s informací na webu ČD tvrdil, že „muži se na místa pro ženy mohou usadit, pokud jsou volná“ a „ženy mají pouze přednost v jejich obsazení“, a podobně je tomu podle něj i v jiných specializovaných oddílech, například v kupé pro cestující s dětmi nebo pro handicapované. Věra Jandová na webu MUNImédia si tyto oddíly částečně spletla s vozy pro cestující s dětmi (píše, že dámské oddíly jsou speciální vagony, které jsou určeny pouze pro ženy a děti) a přišla s interpretací, že do těchto oddílů si mohou sednout muži „jen se souhlasem přítomných žen“. Rovněž Lucie Kavanová v Respektu tvrdí, že na tato sedadla mají ženy přednostní, ale nikoliv výhradní právo a že dámy v ženském kupé budou moci požádat muže, aby odešel, a v případě jeho nelibosti zavolat průvodčího, ale pokud ženám přítomnost muže nebude vadit, bude moci v ženském kupé cestovat dál.
Podle mluvčího ČD Šťáhlavského průvodčí kontroluje, zda v kupé sedí jen ženy, a případné mužské osazenstvo by požádal o přemístění do jiného kupé. Článek ze srpna 2014 popisuje případ, kdy průvodčí odmítla na žádost ženy muže z kupé vykázat a tvrdila, že to je na jejich benevolenci. Mluvčí ČD Šťáhlavský uvedl, že pokud se jednalo o méně vytížený spoj, tak byl postup průvodčí nesprávný, ale odlišná situace by podle něj byla v přepravní špičce, kdy není možné nechat cestující stát na chodbě vozu a doprovod vlaku může do oddílu usadit i muže, protože v plně obsazeném vlaku s mnoha spolucestujícími v blízkosti, kteří mohou poskytnout pomoc, pozbývá platnost i argument bezpečnosti. Ve velkoprostorových vagonech souprav railjet žádná místa pro ženy vyhrazená nejsou, protože podle Šťáhlavského tyto vozy právě svým uspořádáním zajišťují samy o sobě větší bezpečnost.

## Reakce a spor o diskriminaci
Jeden z cestujících citovaných v článku MUNImédia v dubnu 2012 považuje zavedení dámských oddílů za nepřiměřené opatření k ochraně žen, a jako příklad lepší praxe uvádí „zóny bezpečí“ které České dráhy začaly zavádět v listopadu 2010 přibližně u 30 vlakových spojů s nejméně čtyřmi vozy ve večerní a noční době v Jihomoravském kraji. Jejich funkce je podobná funkci dámských oddílů, ale nejsou vymezené pohlavím. Příslušný vůz je osvětlen maximální světelnou intenzitou po celou dobu jízdy, častěji se v něm vyskytuje průvodčí a jsou zde k dispozici letáky, plakáty a samolepky s informacemi, jak se chovat v případě nebezpečí.

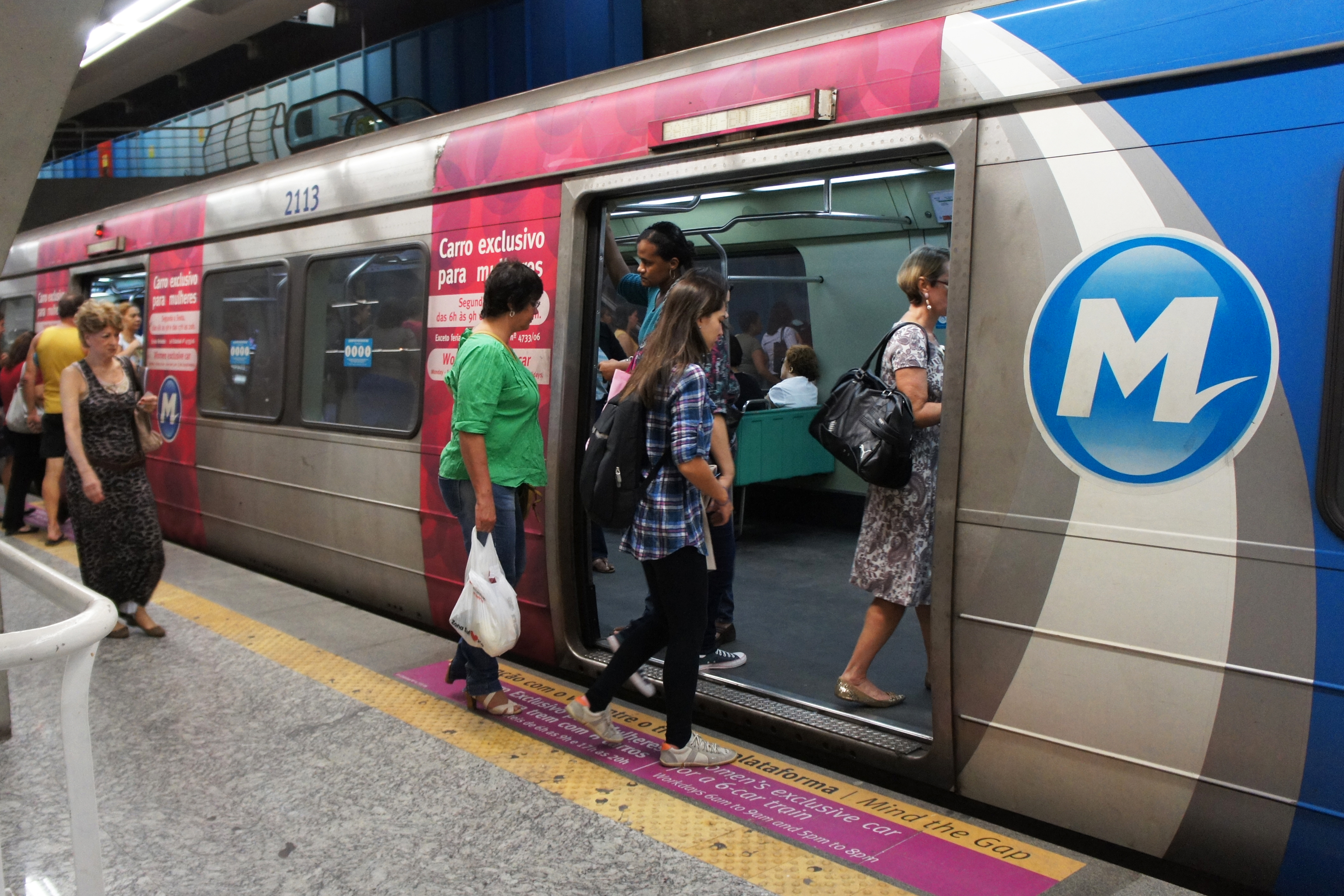
Dámský oddíl v soupravě metra v brazilském Riu de Janeiro

Unie otců (předseda Valentin Papazian) společně se šéfredaktorem portálu Střídavka Alešem Hodinou podala v únoru 2012 na České dráhy trestní oznámení pro podezření ze spáchání trestného činu proti lidskosti, který má spočívat ve zjevné segregaci a diskriminaci osob mužského pohlaví, které nemají stejné právo využívat služeb veřejné dopravy poskytovaných Českými drahami jako osoby ženského pohlaví. Podle Aleše Hodiny by se projevy segregace neměly podceňovat, protože tímto způsobem dochází k posilování obrazu mužů bez rozdílu jako osob nebezpečných ženám, potenciálně je ohrožujících, před kterými je nutno ženy chránit, přičemž takový obraz mužů bývá ve společnosti někdy účelově vytvářen a zneužíván. O výsledku trestního oznámení již média neinformovala. O necelé dva roky později Valentin Papazian neodpověděl přímo na otázku, jestli si myslí, že má šanci s tímto trestním oznámením uspět, a popsal svůj postoj: „V našem právním řádu přeci existuje jistý paragraf, který diskriminaci a segregaci zapovídá. My jsme tento paragraf trestního zákona nevymysleli ani do trestního zákona neprotlačili. Domníváme se, že tu došlo k porušení zákona. O tom rozhodují OČTŘ. Četné diskuze na internetu ukazují, že tato problematika zajímá čím dál tím větší část společnosti. Mnoho lidí se ptá a zamýšlí. To je na celé věci nejdůležitějším a toho jsme také chtěli docílit.“ Upřesnil, že jeho skupině nejde o žádné omluvy či potrestání Českých drah, ale o změnu celospolečenského klimatu, protože zavedením ženských kupé se říká, že mužská část populace je nějakým způsobem nebezpečná a je nutné ji proto oddělit od zdravého jádra společnosti, tedy její ženské části. Autor rozhovoru připomněl, že pokud by České dráhy zřídily kupé pouze pro „bílou“ část cestujících, protestovaly by proti tak zřejmé rasové segregaci veškeré organizace doma i v zahraničí, ale tuto poněkud skrytější formu segregace nikdo příliš nevnímá. Rovněž byla připomenuta paralela s počátky segregace Židů, které tehdejší společnost rovněž napřed nevnímala jako něco škodlivého a nebezpečného. Josef Provazník v rozhovoru s Valentinem Papazianem nadhodil tezi, že zřizování dámských kupé může mít i čistě alibistickou rovinu, protože České dráhy tak mohou na případné skutečné stížnosti cestujících ženského pohlaví tvrdit, že si měla stěžovatelka sednout do dámského kupé a nic by se jí nestalo.
Tiskový mluvčí Českých drah Petr Šťáhlavský v únoru 2012 rozhodně odmítl, že by tyto oddíly měly podněcovat diskriminaci nebo nerovnoprávnost, a naopak je označil za přihlášení se k tradičním kulturním a společenským hodnotám, kdy ženy a matky chráníme a pomáháme jim, a tato role ochránce náleží v naší společnosti především mužům. Podle Šťáhlavského k žádné diskriminaci nedochází a výroky použité  v trestním oznámení jsou vytržené z kontextu. IDnes.cz v srpnu 2014 citovala mluvčího ČD Šťáhlavského, podle kterého dámy a rodiče mladých dívek tato kupé vítají, někteří muži je naopak nesou nelibě a chápou je jako islamizaci, resp. přebírání kultur některých muslimských zemí, kde muži a ženy jezdí odděleně.
Majitel konkurenčního dopravce Radim Jančura byl nápadem Českých drah pobaven a označil jej za naprosto ztřeštěný. Přirovnal jej k tomu, kdyby zavedl speciální kupé pro muže lehčí 70 kilogramů. RegioJet podle něj podobná kupé nechystá a bezpečnost a pocit komfortu cestujícím zajišťuje spíše tím, že do soupravy nasazuje minimálně jednoho zaměstnance na jeden vagon.
Psycholožka Marta Boučková na dotaz novinářů k tématu dámských kupé uvedla, že podle jejího dojmu přesně takové kroky povedou k tomu, že naše společnost bude stále agresivnější, protože místo abychom se chovali jeden ke druhému pozorně a vstřícně, budeme zkrátka jen uplatňovat svá práva. Když budeme mít na všechno předpis, tak se mezi lidmi pomalu začne vytrácet povědomí o tom, co je to obyčejná slušnost, zároveň ztratíme schopnost  normálně se mezi sebou domluvit.
Projektová manažerka Gender Studies, o.p.s., Jitka Kolářová uvedla, že ženská kupé nevítá, ale ani nezatracuje. Nepochybně jsou podle ní situace, kdy mohou pomoci zamezit násilí na ženách, ale táže se, jestli si z toho máme vzít závěr, že muži jsou a priori nebezpeční a ženy vás nemohou okrást.

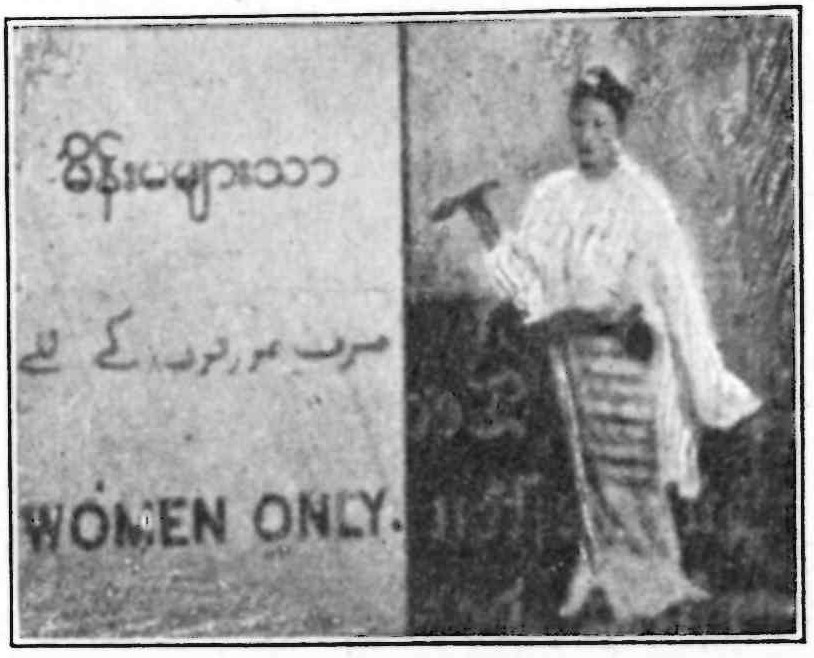
Označení železničního vagónu, vyhrazeného ženám, v Britské Barmě v roce 1903

Lucie Šebelová v bakalářské práci Diskriminace mužů na Fakultě humanitních studií Univerzity Tomáše Bati v roce 2014 zmínila zavedení dámských oddílů ve vlacích Českých drah v kapitole „Další projevy nerovného postavení mužů ve společnosti“ hned jako první příklad. Podle této zmínky je provoz takových kupé „finančně náročný“ a proto prý jsou zatím zavedeny jen ve vybraných vlacích. Kromě rekapitulace služby a trestního oznámení autorka zdůrazňuje, že „pokud by muž chtěl cestovat v oddíle pro ženy, mohl by být dokonce vyveden pryč, aniž by se musel čehokoliv dopustit“.
Skupina studentek Fakulty sociálních studií Masarykovy univerzity věnovala dámským kupé v roce 2014 průměrně zdařilou studii v rámci metodologie kvalitativního genderového výzkumu, založenou na polostrukturovaných rozhovorech přímo ve vlacích. Závěrem konstatují, že ženské oddíly většina respondentek nevyhledává, ale ocenily by je ve večerních hodinách a v méně komfortních vagonech. Většina z respondentek je považuje za součást segregace. Předpoklad autorů myšlenky dámských oddílů, že tato kupé v ženách vyvolají pocit vyšší bezpečnosti, se však v rozhovorech z většiny nepotvrdil. Ve vlacích vyšší kvality se ženy i tak cítily bezpečně, a proto zavedení těchto kupé považují za nadbytečné, naopak ve vlacích nižší kvality po je spíše uvítaly. Všechny respondentky kromě jedné odpověděly na otázku, zda jsou dámské oddíly něčím přínosné, že ne. Jedním  z velmi  často  uvedených  argumentů  proti  ženským  oddílům byl  pocit vyčlenění ze společnosti a jakési nucené uzavření do čistě ženské společnosti. Jedna z mladších respondentek například uvedla, že pohled na pěkného mužského spraví oko a vylepší den. Jiná uvedla, že cesta vlakem je pro ni ideální příležitostí, jak se s nějakým mužem seznámit, a nerada by se o tuto možnost připravila. Další respondentka s nadsázkou uvedla, že by považovala za čest, kdyby ji někdo obtěžoval, protože se jí to nestalo posledního čtvrt století. Několik starších respondentek však uvedlo, že si přisedají raději do oddílů, které jsou obsazeny ženami. Jediná respondentka, která dámská kupé ocenila, uvedla, že má ráda klid a v dámském kupé má jistotu, že ho bude mít, protože tam jezdí převážně starší ženy a nehrozí tam nějaký blbec se sluchátky s muzikou.
Prezident Svazu cestujících ve veřejné dopravě Miroslav Vyka uvedl, že je to dobrý nápad, pokud nebudou dámská kupé zabírat příliš místa pro ostatní cestující a bude se skutečně kontrolovat, zda tam nesedí muži. Idnes.cz k tomu dodala, že speciální vagony jsou běžné například i v některých muslimských zemích, v kterých však ženy nesmějí do vozů s mužskými cestujícími, zatímco u ČD si stále mohou vybrat, zda využijí dámský oddíl. Rovněž v srpnu 2014 se Miroslav Vyka těchto kupé zastal s tím, že je ženy hodně využívají a jde o zanedbatelnou plochu, která je mužům upírána, takže není třeba je chápat jako vyhrocený feminismus.
Časopis Respekt začal svůj článek o dámských kupé dotazem v kupé, kde seděly čtyři starší ženy a nesmělý mladík. Všichni byli dotazem překvapeni, protože vůbec netušili, že kupé je vyhrazeno.
Co se týče pohlavní segregace při parkování, kdy ženská parkovací místa jsou větší, širší a umístěná blízko vchodů, v německém městě Triberg prý nechal starosta Gallus Strobel kvůli genderové vyváženosti vybudovat, resp. označit na podzemním parkovišti též parkovací místa pro muže, která jsou umístěna mezi zdí a sloupem, jsou užší než ostatní a navíc nejsou na ostatní místa kolmá, takže kdo na nich chce zaparkovat, musí být řidičsky obratný. Prý tím naštval ženy, protože jim tím naznačil, že tak obratné nejsou, a tento marketingový trik přilákal do města ženy, které si chtějí dokázat, že se mýlil. České dráhy zatím ve vlacích vyhrazené oddíly pro muže nezavedly.
Veřejná ochránkyně práv Anna Šabatová podle zprávy z března 2018 několik stížností vyřešila tvrzením, že dámská kupé diskriminační nejsou, a to s odůvodněním, že zvyšovat pocit bezpečí a zájem žen o cestování vlakem je legitimním cílem, kterého lze dosáhnout zřizováním dámských kupé, a dámská kupé nemohou výrazněji omezit nebo dokonce vyloučit přístup mužů k vlakové dopravě, protože tato kupé nejsou zřizována ve všech vlacích a tam, kde dámská kupé jsou, představují pouhých 6 míst v celém vlaku. K obdobnému závěru, že cíl dámských kupé je legitimní a nikoho nediskriminuje, došel údajně už předchozí veřejný ochránce práv, Pavel Varvařovský.